# Almachar
Almáchar est une commune de la province de Malaga dans la communauté autonome d'Andalousie en Espagne.

## Géographie
Almachar se situe à 35 kilomètres de Malaga et à 566 km de Madrid, à 246 m d'altitude dans les cordillères Bétiques.

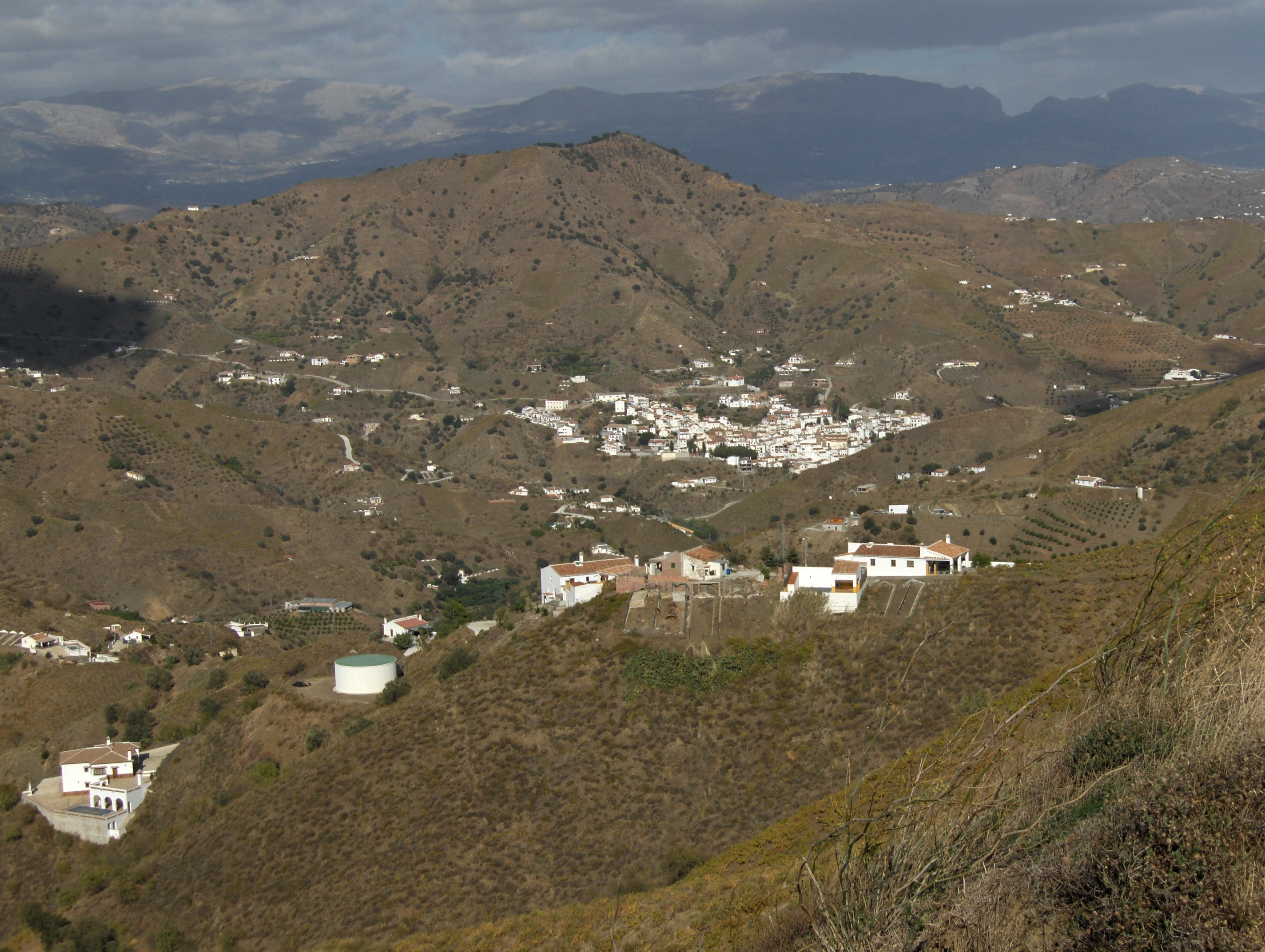
Vue aérienne

## Démographie
| 1991  | 1996  | 2001  | 2004  | 2005  |
| ----- | ----- | ----- | ----- | ----- |
| 2 010 | 1 967 | 1 928 | 1 908 | 1 898 |